# Denise Hanke
Denise Hanke, verheiratete Denise Seubert, (* 31. August 1989 in Berlin) ist deutsche Volleyball-Nationalspielerin. Sie wurde mit dem Schweriner SC sechs Mal deutsche Meisterin und mit der Nationalmannschaft Vize-Europameisterin 2013.

## Karriere
Denise Hanke begann ihre Laufbahn in ihrer Heimatstadt beim Berlin Brandenburger Sportclub. Danach spielte sie in den Nachwuchsmannschaften VC Olympia Berlin und VC Olympia Rhein-Neckar. Bei der U18-Europameisterschaft 2005 belegte sie mit dem deutschen Nachwuchs den fünften Platz.
2007 gab die Zuspielerin ihr Debüt in der A-Nationalmannschaft. Im gleichen Jahr wechselte sie zum Bundesligisten Schweriner SC. Mit dem Verein wurde sie in der Saison 2008/09 erstmals deutsche Meisterin. Außerdem wurde sie zur besten Zuspielerin und Aufschlagspielerin der Liga gewählt. Mit der Nationalmannschaft erreichte sie den dritten Rang beim Grand Prix 2009. Kurz vor der EM in Polen wurde sie jedoch aus dem Kader gestrichen. 2010 wurde Hanke mit Schwerin Dritte in der Bundesliga und erreichte das Pokal-Halbfinale. Außerdem wurde sie zur Eliteschülerin des Jahres ernannt und wieder zur besten Zuspielerin und Aufschlagspielerin der Liga gewählt. Sie nahm mit der Nationalmannschaft an der Weltmeisterschaft in Japan teil, die für Deutschland auf dem siebten Platz endete.
In der Saison 2010/11 wurde Hanke mit dem Schweriner SC zum zweiten Mal deutsche Meisterin. Für die EM 2011, die für Deutschland mit der Silbermedaille endete, wurde sie jedoch nicht nominiert. In den nächsten beiden Spielzeiten 2011/12 und 2012/13 gewann Schwerin mit Hanke jeweils das Double aus Meisterschaft und Pokal und die Zuspielerin wurde in beiden Jahren als wertvollste Spielerin (MVP) der Saison ausgezeichnet. Da Schwerin in der Champions League 2012/13 bis in die Playoffs kam und Hanke dort unter anderem mit ihren erfolgreichen Aufschlägen auffiel, wurden mehrere internationale Spitzenvereine aufmerksam. Sie entschied sich für einen Wechsel in die Türkei zu Eczacıbaşı Istanbul. Vorher gewann sie mit der Nationalmannschaft die Europaliga 2013. Außerdem erreichte sie bei der EM in Deutschland das Finale, wobei sie jedoch wenige Spielanteile hatte.
Mit Istanbul belegte Hanke in der Saison 2013/14 den vierten Platz in der Champions League, war aber persönlich weniger erfolgreich als zuvor in Schwerin. In der folgenden Saison stand sie in Polen für Impel Wrocław, bekam aber keine Spielanteile und musste ihr Gehalt gerichtlich erstreiten. Deshalb kehrte sie 2015 zum Schweriner SC zurück. Die Saison 2015/16 endete für die Zuspielerin und den Verein im Playoff-Halbfinale. Auf europäischer Ebene gab es im CEV-Pokal ebenfalls einen dritten Platz. In der Saison 2016/17 wurde Hanke mit Schwerin erneut deutsche Meisterin. 2018 gewann sie ebenfalls mit dem Schweriner SC die deutsche Meisterschaft. Für sie war es der sechste Titel in der Liga.